# موناليزا (فوهة صدمية)
فوهة موناليزا (بالإنجليزية: Crater Mona Lisa)‏، هي فوهة صدمية موجودة على سطح كوكب الزهرة عند خط طول °25.1 شرقًا ودائرة عرض °25.6 شمالًا ضمن المستطيل المساحي لسهل سيدنا تمت تسميتها نسبةً إلى لوحة ليوناردو دافينشي الموناليزا.
يصل قطر الفوهة إلى 79.4 كيلومتر (49.3 ميل).

## طالع أيضًا
- تاج زيسا
- ماريكو (فوهة صدمية)